# 拉扬库尔-圣奥勒
拉扬库尔-圣奥勒（法語：Raillencourt-Sainte-Olle，法語發音：[ʁajɑ̃kuʁ sɛ̃t ɔl]）是法国上法蘭西大區北部省的一个市镇，属于康布雷区。该市镇由拉扬库尔（Raillencourt）和圣奥勒（Sainte-Olle）两个教区合并而成。

## 地理
拉扬库尔-圣奥勒（50°10'58"N, 3°11'43"E）面积7.09 平方千米，位于法国上法蘭西大區北部省，该省份为法国最北部的省份及最长的省份，西北濒北海，西接加来海峡省，南至埃纳省和索姆省，东与比利时接壤。
与拉扬库尔-圣奥勒接壤的市镇（或旧市镇、城区）包括：蒂卢瓦莱康布雷、桑库尔、布尔隆、康布雷、方丹诺特达姆、艾讷库尔、讷维尔圣雷米、萨伊莱康布雷。
拉扬库尔-圣奥勒的时区为UTC+01:00、UTC+02:00（夏令时）。

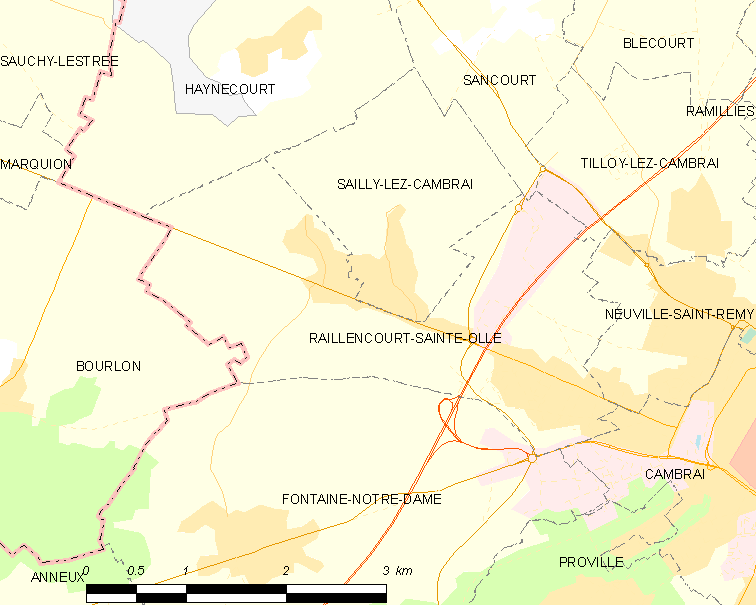
拉扬库尔-圣奥勒的OSM定位图

## 行政
拉扬库尔-圣奥勒的邮政编码为59554，INSEE市镇编码为59488。

## 政治
拉扬库尔-圣奥勒所属的省级选区为康布雷县。

## 人口

1962-2008年间拉扬库尔-圣奥勒人口变化图示

拉扬库尔-圣奥勒于2022年1月1日时的人口数量为2104人。